# Richard Bradshaw
Richard James Bradshaw, Ordine dell'Ontario (Rugby, 26 aprile 1944 – Toronto, 15 agosto 2007), è stato un direttore d'orchestra britannico e il direttore generale della Canadian Opera Company (COC) di Toronto.

## Biografia
Nato a Rugby, nel Warwickshire, Inghilterra, Bradshaw ha conseguito una laurea in lettere con lode presso l'Università di Londra nel 1965. Dal 1975 al 1977 è stato direttore del coro alla Glyndebourne Festival Opera. Dal 1977 al 1989 è stato direttore del coro e direttore residente alla San Francisco Opera.
Nel 1988 è stato direttore ospite del COC. Nel 1989 fu nominato Direttore principale e Capo della Musica. Nel 1994 fu nominato direttore artistico e nel 1998 direttore generale. Al COC ha diretto più di 60 opere.
Nel 2004 fu nominato membro dell'Ordine dell'Ontario per aver "portato il plauso internazionale al COC, compreso un primo invito al Festival di Edimburgo, ottenendo due prestigiosi premi".
Nel 2006 Bradshaw ha ricevuto il National Arts Center Award, un premio associato del Performing Arts Awards del Governatore Generale, il più alto riconoscimento del Canada nelle arti dello spettacolo. Sempre quell'anno vide anche l'apertura del Four Seasons Center for the Performing Arts, un sogno di trent'anni che andò a buon fine per la Canadian Opera Company e per lo stesso Bradshaw. Nel settembre dello stesso anno Bradshaw e la COC aprirono la stagione con tre spettacoli completi del Ciclo de L'anello del Nibelungo di Wagner, diventando così il primo direttore da quando lo stesso Wagner inaugurò un teatro d'opera con un Anello completo.
Il 15 agosto 2007, all'età di 63 anni, Bradshaw morì dopo un collasso per un apparente infarto mentre era all'Aeroporto Internazionale di Toronto-Pearson. Lasciò la moglie Diana, la figlia Jenny e il figlio James. La sua morte improvvisa fu uno shock per la comunità dell'opera a Toronto e in Canada.